# Francis Nielsen
Francis Nielsen (Annecy, 19 giugno 1947) è un regista francese.

## Biografia
Ha iniziato la sua carriera artistica tenendo degli spettacoli di marionette nelle scuole materne. Successivamente, dopo aver esercitato diverse attività, entrò a far parte dello Studio IDEFIX, creato da René Goscinny e Albert Uderzo, gli autori di Asterix, nel quale  toccò con mano il mondo dell'animazione. In qualità di primo assistente alla regia lavorò ai film Le dodici fatiche di Asterix e La ballata dei Dalton.
Continuando a realizzare sequenze animate per gli spot pubblicitari e le serie televisive, è divenuto egli stesso produttore in seno alle due società che ha creato, STOUT Studio e ROOSTER Studio. Attualmente è regista per la televisione e il cinema. È stato il primo regista di un film d'animazione a entrare nella Selezione Ufficiale della Mostra del cinema di Venezia con Il cane e il suo generale.

## Filmografia

### Regista

#### Film cinematografici
- Il cane e il suo generale (Le Chien, le Général et les Oiseaux; anche sceneggiatore) (2003)
- Émilie Jolie (2011)
- Blackie & Kanuto (2013)

#### Film TV
- Le Père Noël et son jumeau (1996)
- Le Parfum de l'invisible (1997)

#### Serie televisive
- Les Sales Blagues de l'Écho (1995)
- Il était une fois… (1995)
- Babbo X (Dad'X) (1998)
- Les Dieux de l'Olympe (1998)
- Boule et Bill (2004)
- Les canopus (2006)

### Produttore

#### Serie televisive
- Zoo Olympics (1992)
- Pazze risate per mostri e vampiri (Dr. Zitbag's Transylvania Pet Shop; in francese Dr Globule) (1994)